# امبر بیتی
امبر بئاتی (انگلیسی: Amber Beattie؛ زادهٔ ۲۲ ژوئیهٔ ۱۹۹۳) یک هنرپیشه اهل بریتانیا است. وی از سال ۲۰۰۵ میلادی تاکنون مشغول فعالیت بوده‌است.
از فیلم‌ها یا برنامه‌های تلویزیونی که وی در آن نقش داشته است می‌توان به پسری در پیژامه راه راه اشاره کرد.